# Richard Garth Henning
Richard Garth Henning (Rockville Centre, 17 de outubro de 1964) é um prelado estadunidense da Igreja Católica, atual arcebispo da Boston.

## Biografia

### Vida pregressa
Richard Henning nasceu em 17 de outubro de 1964, filho de Richard e Maureen Henning em Rockville Centre, Nova York, crescendo na Paróquia do Santo Nome de Maria e na escola primária. Seu pai era bombeiro e sua mãe, enfermeira. Henning credita seus exemplos de serviço como inspiradores de sua própria vocação. Ele se formou na Chaminade High School em Mineola, Nova York, em 1982.
Henning recebeu o título de bacharel em história em 1986 e o título de mestre em história pela St. John's University , na cidade de Nova Iorque, em 1988. Após a graduação, ele ingressou no Seminário da Imaculada Conceição em Lloyd Harbor, Nova York, para formação sacerdotal.

### Sacerdócio
Em 30 de maio de 1992, Henning recebeu a ordenação presbiteral pela Diocese de Rockville Centre pelo Bispo John R. McGann na Catedral de St. Agnes em Rockville Centre. Ele trabalhou em uma paróquia em Port Washington por cinco anos antes de ser enviado por seu bispo para estudos de pós-graduação em Sagrada Escritura. Henning deixou Nova Iorque em 1997 para estudar na Universidade Católica da América em Washington, DC, onde obteve seu STL em teologia bíblica em 2000. Ele então passou os dois anos seguintes em Roma trabalhando para um STD em teologia bíblica na Pontifícia Universidade São Tomás de Aquino, que concluiu em 2007.
Em 2002, tornou-se professor de Sagrada Escritura no Seminário da Imaculada Conceição em Huntington, NY. Ele ensinou Sagrada Escritura lá até 2012. Em 2012, tornou-se reitor do seminário, supervisionando sua transição de um seminário para um centro de retiro e conferências, e o diretor inaugural do Instituto do Sagrado Coração para a Formação Contínua do Clero, servindo em ambas as posições até 2018. Foi nomeado Vigário para o Planejamento Pastoral em 2018 e Vigário para o Clero na Diocese de Rockville Centre em 2021.

### Bispo Auxiliar de Rockville Centre

Brasão de armas como Bispo Auxiliar de Rockville Centre e Bispo Coadjutor de Providence

O Papa Francisco nomeou Henning como bispo auxiliar de Rockville Centre em 8 de junho de 2018. Recebeu a ordenação episcopal como bispo titular de Tabla na Catedral de Santa Inês em 24 de julho seguinte, de John Oliver Barres, bispo de Rockville Centre, coadjuvado por  William Francis Murphy, bispo emérito e Robert John Brennan, bispo auxiliar de Rockville Centre.

### Bispo coadjutor e Bispo da Providence

Brasão de armas como Bispo de Providence

Em 23 de novembro de 2022, o Papa Francisco nomeou Henning como bispo coadjutor de Providence para auxiliar o bispo Thomas Joseph Tobin. Ele foi empossado em 26 de janeiro de 2023. Henning sucedeu como bispo de Providence em 1 de maio de 2023, quando Tobin se aposentou.
Henning é fluente em espanhol e italiano e alfabetizado em francês, grego e hebraico.

### Arcebispo de Boston
Em agosto de 2024, a mídia de Boston informou que Henning sucederia Seán Patrick O'Malley como Arcebispo de Boston. Isso foi finalmente confirmado em 5 de agosto. Sua entrada solene ocorreu em 31 de outubro seguinte.